# Minami-kun no Koibito
Minami-kun no Koibito (南くんの恋人, Người Tình Bé Nhỏ Của Minami-kun) là một bộ Manga của Shungicu Uchida. Nó đã được chuyển thể ra thành 1 bộ phim dài 1 tập và 3 series phim truyền hình khác nhau của Nhật Bản. Bộ truyện tranh đã được ra mắt ở Pháp bởi nhà xuất bản Éditions IMHO với tựa đề La petite amie de Minami. Nội dung cơ bản của bộ truyện: Chiyomi là một cô gái bị teo nhỏ thành người tí hon, cao khoảng 15–16 cm. Một chàng trai họ Minami đã tìm thấy cô và đưa cô về nhà mình để chăm sóc. Từ đó, tình cảm đôi bên dần nảy sinh trong lúc đi tìm cách khiến Chiyomi trở về hình dáng cũ.

## Diễn viên (phiên bản năm 1990)
- Hikari Ishida vai Chiyomi
- Masaki Kudo vai Minami Hiroyuki

## Diễn viên (phiên bản năm 1994)
- Yumiko Takahashi vai Horikiri Chiyomi
- Shinji Takeda vai Minami Hiroyuki

## Diễn viên (phiên bản năm 2004)
- Kyoko Fukada vai Horikiri Chiyomi: Một học sinh đứng đầu lớp, giỏi viết thư pháp đồng thời là bạn gái của Susumu. Cô bị teo nhỏ thành người cao 16 cm (6 inch) do một lời nguyền khi anh rời bỏ cô.
- Ninomiya Kazunari vai Minami Susumu: Một người đưa công văn, thư từ điển trai, anh là bạn trai của Chiyomi và bị Reika để ý đến
- Mao Miyaji vai Nomura Reika: Một học sinh đứng đầu lớp, là người dùng ngoại hình để cố gắng thử và chinh phục Minami. Nhưng anh không thích cô nàng này vì lí do cá nhân. Cô đối xử với Chiyomi không tốt lắm cho tới rất lâu sau này Reika mới nhận ra mình đã tệ bạc với cô ấy tới mức nào.
- Asami Abe vai Minami Sakura: Em gái của Susumu.
- Masahiko Nishimura vai Minami Kenichi: Bố của Susumu, người luôn sát sao với anh để bắt anh tập trung vào việc học. Ông có vài lần quan sát để phát hiện ra Chiyomi trong phòng con trai mình.
- Seiichi Tanabe vai Kusakabe Seiichiro: Người anh họ thứ hai của Chiyomi, cháu của Senji, người làm việc như một giáo viên.
- Soichiro Kitamura vai Horikiri Senji: Ông của Chiyomi, người đã dạy cô  thư pháp và nghiêm ngặt trong việc nuôi nấng cô khi mẹ cô(con gái của Senji), Mariko, đã chết. Khi ông lên cơn đau tim, Susumu và Chiyomi làm điều đúng đắn là giải thích cho ông.
- Tomoya Ishii vai Ohara Koshiku: Bạn thân của Susumu, là người tìm thấy Chiyomi dưới dạng tí hon. Ohara là người duy nhất đi tìm cách để giấu mọi người sự thật
- Yuko Natori vai Minami Takeko: Mẹ của Susumu, người giúp Reika tìm được mối liên hệ của mình khi đi tìm gia đình cô ấy.

## Diễn viên (phiên bản năm 2015)
- Maika Yamato vai Horikiri Chiyomi: Thành viên của câu lạc bộ nhảy trường và tự viết những câu chuyện giả tưởng trên mạng với bí danh Thỏ Ngọc Micheala. Là bạn thuở nhỏ kiêm người yêu của Shunichi. Cô bị teo nhỏ lại còn 15 cm sau khi ước mình có thể trở về tuổi thơ sau khi cãi nhau với bố mẹ.
- Taishi Nakagawa vai Minami Shunichi: Bạn thuở nhỏ kiêm người yêu của Chiyomi, là một tay chơi kiếm Kendo. Cậu học rất giỏi, mục tiêu phấn đấu của cậu là trở thành một bác sĩ. Cậu bị bố bỏ rơi.
- Erina Nakayama vai Nomura Sayori: Bạn cùng lớp Shunichi và Chiyomi. Cô coi Shunichi như người đồng cảnh ngộ khi mẹ cô cũng ra đi. Nhiều học sinh ghét cô và gọi cô với biệt danh "Kích thích dược" ám chỉ cô ấy luôn tỏ ra gợi tình. Khi cô cố tỏ tình với Shunichi, cậu đã từ chối và thú nhận tình cảm của mình dành cho Chiyomi.
- Mirai Suzuki vai Tagaki Riku: Bạn thân của Chiyomi và Ami. Riku có cảm tình với Chiyomi và không thích Shunichi do cách đối xử của cậu ta với người cậu thích. Cậu tin rằng Minami có phần ảnh hưởng đến sự mất tích đột ngột của Chiyomi. Trong tập 9, Riku tìm hiểu ra được sự thật và nói chuyện giáp mặt với Minami về chuyện đó. Từ điều đó, cậu mới biết thể teo nhỏ của Chiyomi và lí do cô luôn trốn tránh.
- Riko Yoshida vai Horikiri Asuka: Em gái Chiyomi, người rất tốt tính với cô ấy. Bạn của Minami Shunichi và là người không bị anh hắt hủi. Trong tập 8, cô bé là người đầu tiên biết được thể tí hon của Chiyomi và bằng mọi cách cố giữ bí mật. Cô bé từng rất thích Minami.
- Naomi Akimoto vai Horikiri Noriko: Người mẹ nghiêm khắc của Chiyomi, là người thực tế, nhưng lại ẩn trong mình sự lãng mạn. Bà tìm ra con mình dưới dạng teo nhỏ trong tập 10, khi Shunichi gặp tai nạn.
- Narimi Arimori vai Minami Emiko: Mẹ Shunichi, bà luôn lo lắng về người chồng và con trai mình. Sau này, bà phát hiện ra mỗi quan hệ giữa chồng mình với một cô gái tên Kana cùng tờ đơn xin ly hôn.
- Moe Sasaki vai Mikimoto Ami: Bạn thân cùng nhóm nhảy với Chiyomi. Cô yêu Riku.
- Ichirota Miyagawa vai Minami Noburo: Bố Shunichi, ông biến mất bí ẩn từ khi Shunichi đang học Sơ trung. Ông cũng là người dạy Shunichi kiếm đạo, Kendo. Mọi chuyện được vén màn khi ở trong tập 5, Noburo có quan hệ với mẹ Sayori, Kana.
- Kouichi Ohori vai Horikiri Jouji: Bố Chiyomi, người làm việc như chủ một gian hàng hoa. Ông rất nghiêm khắc khi nói chuyện với Chiyomi về chuyện tương lai của con. Trong tập 10, ông nhìn thấy Chiyomi teo nhỏ và đang tránh khỏi ánh mắt của ông khi nhìn cô trong ví của Noriko.
- Kazue Tsunogae vai Minami Tomiko: Bà của Shunichi, người kể cho cậu và Chiyomi truyền thuyết về Issun-boshi và nàng công chúa cao 1 inch hay còn gọi là Issun-hime (công chúa tí hon). Tomiko phát hiện ra thể tí hon của Chiyomi trong tập 6.